# أوزفالدو رودريغيز (كاتب)
أوزفالدو رودريغيز (بالإسبانية: Osvaldo Rodríguez)‏ هو كاتب وشاعر تشيلي، ولد في 25 يوليو 1943 في بوينس آيرس في الأرجنتين، وتوفي في 18 مارس 1996 في مقاطعة فيرونا في إيطاليا بسبب سرطان البنكرياس.

## وصلات خارجية
- أوزفالدو رودريغيز على موقع ميوزك برينز (الإنجليزية)
- أوزفالدو رودريغيز على موقع ديسكوغز (الإنجليزية)